# Waleed Ali
Waleed Ali, de son nom complet Waleed Ali Hussein Jumah (arabe : وليد علي حسين جمعة), né le 3 novembre 1980 à Koweït City au Koweït, est un footballeur international koweïtien.
Il évolue actuellement au poste de milieu avec le club du Koweït SC.

## Biographie

### Sélection
Waleed Ali est convoqué pour la première fois en 2002. Il compte 136 sélections et 7 buts avec l'équipe du Koweït entre 2002 et 2014.
Il participe à la Coupe d'Asie 2004 et 2011 avec le Koweït.

## Palmarès

### En club
- Al-Kuwait :
  - champion du Koweït en 2006, 2007, 2008 et 2013 ;
  - vainqueur de la Coupe du Koweït en 2009 ;
  - vainqueur de la Coupe Crown Prince du Koweït en 2008, 2010 et 2011 ;
  - vainqueur de la Coupe de la Fédération du Koweït en 2010 et 2012 ;
  - vainqueur de la Coupe Al-Kurafi en 2005 ;
  - vainqueur de la Supercoupe du Koweït en 2010 ;
  - vainqueur de la Coupe de l'AFC en 2009 et 2012.

### En sélection nationale
- Vainqueur de la Coupe du Golfe en 2010.
- Vainqueur du Championnat d'Asie de l'Ouest en 2010.